# Porella bolanderi
Porella bolanderi là một loài rêu tản trong họ Porellaceae. Loài này được (Austin) Pearson miêu tả khoa học lần đầu tiên năm 1890.